# SV40
SV40全名猿猴空泡病毒40（英語：Simian vacuolating virus 40）或猿猴病毒40（英語：Simian virus 40），是一種多瘤病毒，也是一種DNA病毒，有造成腫瘤發生的潛在能力，不過通常會維持於潛伏感染（latent infection）狀態。這種病毒由美国微生物学家莫里斯·希勒曼等人于1960年发现，他们在用來生產脊髓灰質炎疫苗的恆河猴腎臟細胞中發現了该病毒。

## 历史
1960年，莫里斯·希勒曼等人在培养的用来生产脊髓灰质炎疫苗的猕猴肾脏细胞中第一次确认SV40病毒。它由于在受感染的青猴细胞所产生的异常数量的液泡而得名。完整的病毒基因组由Walter Fiers和他的团队1978年在比利时的根特大学测序。这种病毒在猕猴中是休眠而不引起症状的。在野外很多猕猴种群均有发现，它极少造成疾病。然而，在具有免疫缺陷—由于，比如说，受猴免疫缺陷病毒感染—的猴中，SV40表现得非常像人的JC和BK多瘤病毒，造成肾脏疾病和有时是类似于进行性多灶性白质脑病的脱髓鞘疾病。在其它物种，尤其是仓鼠，SV40引起多种肿瘤，通常是肉瘤。在大鼠，这种致瘤的SV40大T抗原被用来建立关于原始神经外胚层瘤和成神经管细胞瘤的脑肿瘤模型。
这种病毒繁殖与改变细胞功能的分子机制是早已知道的，而且对SV40的研究极大的增加了生物学家对基因表达和细胞生长规律的理解。

## 病毒学
SV40由一个裸露的二十面体的病毒外壳和基因组长5kb的闭合环状双链DNA组成。病毒通过病毒糖蛋白VP1依附于细胞表面MHC1類分子。通过小窝囊泡进入细胞。在细胞核内，由细胞的RNA聚合酶II的行为促进早期基因表达。其结果是一条拼接成两段的mRNA。大小T抗原就是它的结果。大T抗原有两种功能：5%将会去细胞膜，而95%将会返回细胞核。一旦在细胞核内，大T抗原就结合3个病毒DNA位点，I,II和III。对I和II位点的结合，自动调节早期的RNA合成。对位点II的结合发生在每一个细胞周期。对位点I的结合则开始在复制原点的DNA复制。早期的转录给了两个拼接在一起的均为19s的RNA。

## 外部連結
- 微生物免疫學-papovaviridae(乳頭多瘤空泡病毒科)（页面存档备份，存于）
- 醫學主題詞表（MeSH）：Simian+virus+40